# Mijnen onder Parijs

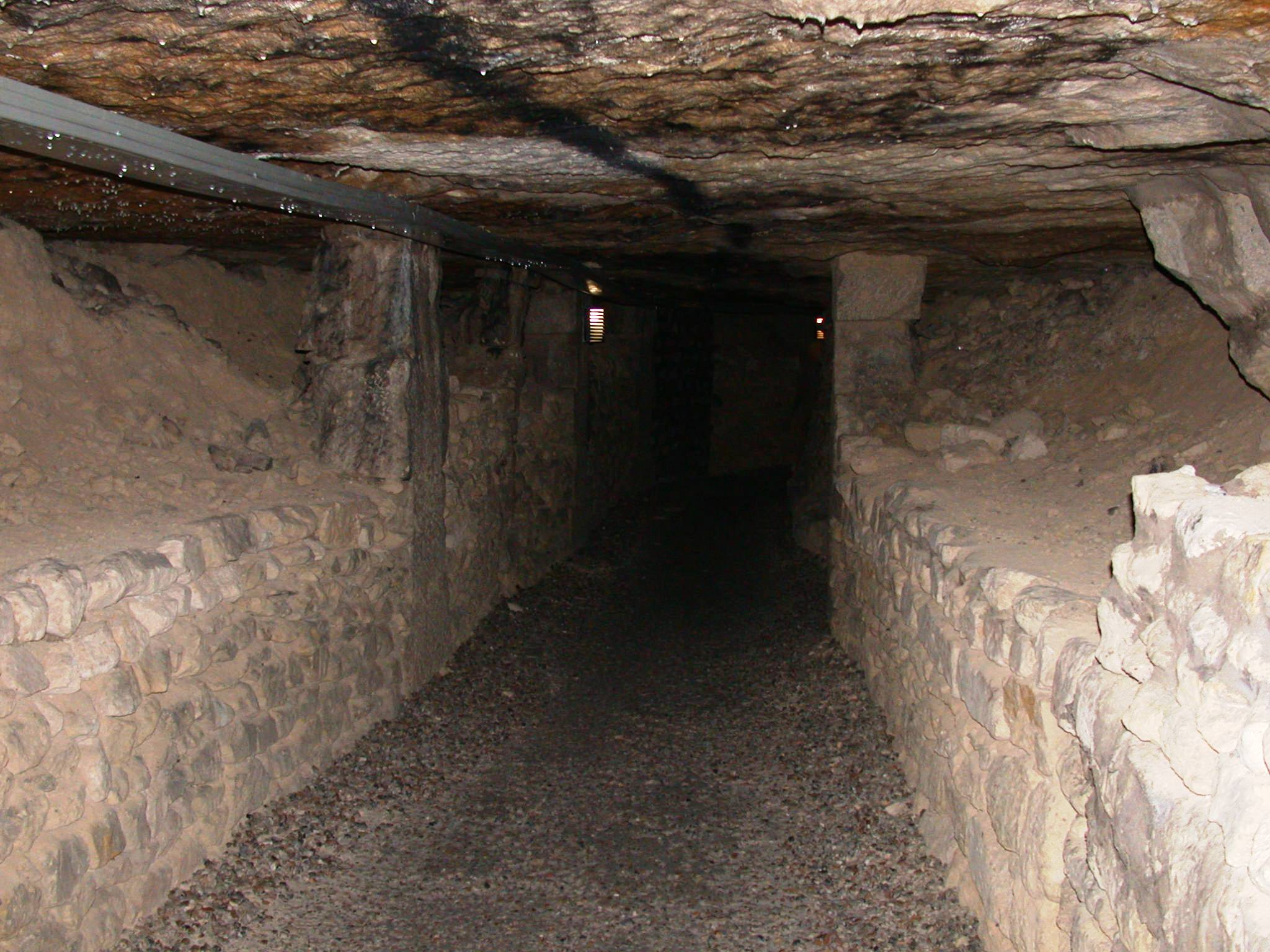
Een van de vele tunnels onder Parijs

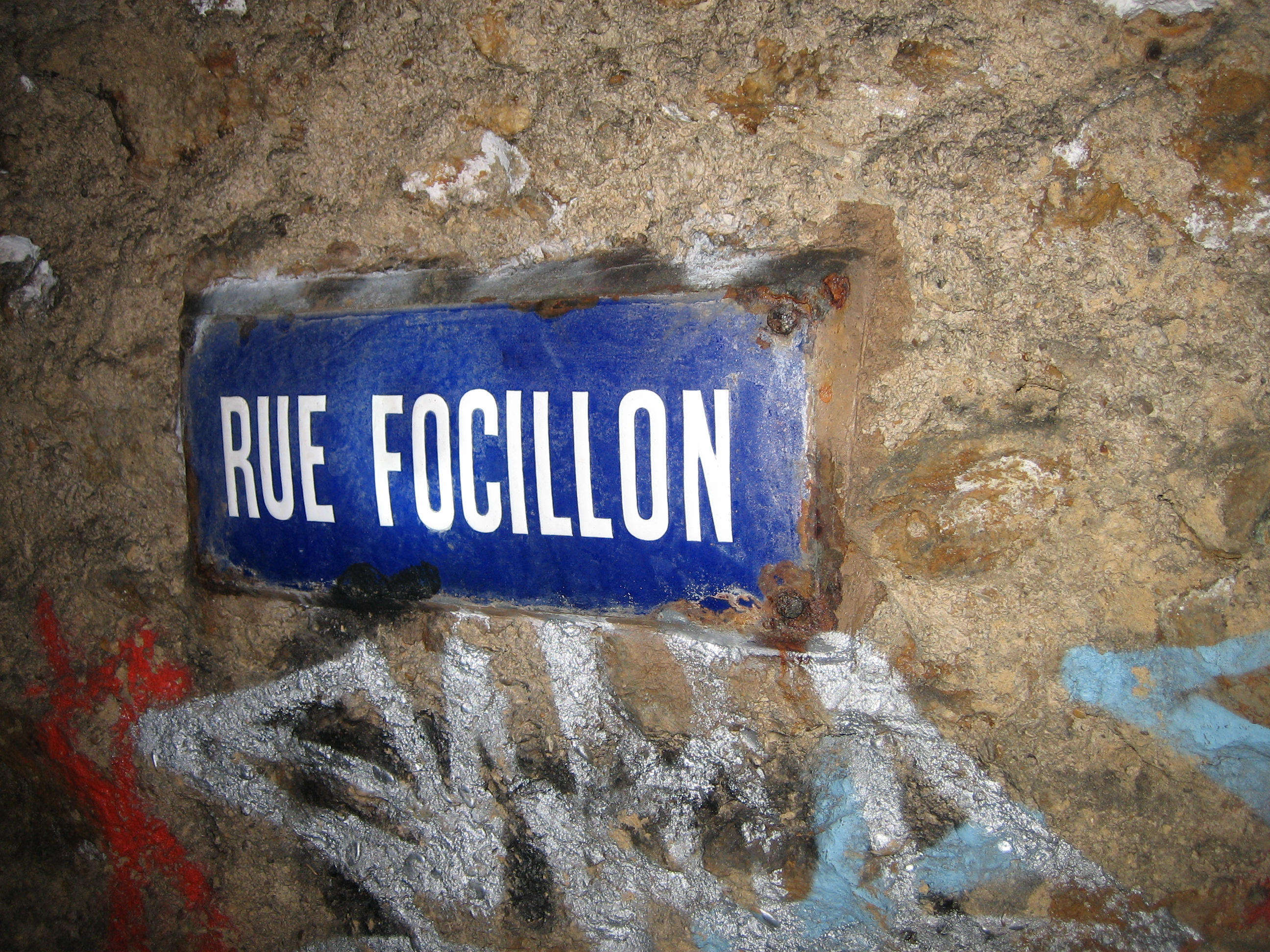
Ook ondergronds is te zien onder welke straat men zich bevindt

Het strand met de golf van Kanagawa

De mijnen onder Parijs, in de volksmond de Carrières genoemd, vormen een gangenstelsel van voor zover bekend 290 km onder de Franse hoofdstad. De mijnen werden tot 1873 gebruikt voor het winnen van kalksteen en gips. Onder andere de Notre-Dame werd gebouwd met kalksteen uit de mijnen. Ook was het gesteente door zijn fijne structuur geliefd onder beeldhouwers. De tunnels liggen zo'n twintig meter onder de grond en worden beheerd door de Inspection Générale des Carrières.

## Geschiedenis
De mijnen werden al gebruikt in de 1e eeuw v.Chr., de Romeinse tijd, en lagen toen nog buiten de stad. Er was toen sprake van dagbouw, waarbij de grond bijna volledig werd afgegraven. In de weinige tunnels uit die tijd zijn wel beelden en pilaren gevonden waardoor historici later de namen van Gallische goden aan een uiterlijk konden koppelen.
In de twaalfde eeuw begon men op grote schaal tunnels te graven. In de loop van de eeuwen ontstond zo een ondergronds labyrint. Terwijl Parijs steeds groter werd, kwamen grote delen van de stad (aan de linkeroever van de Seine) boven deze tunnels te liggen. Men zag hier geen gevaar in maar toen in de 17e eeuw het observatorium en het Val-de-Grâce werden gebouwd bleek de grond eronder zo instabiel te zijn dat de onderliggende tunnels eerst gestut moesten worden.
In 1774 vond een grote verzakking plaats, waarbij een aantal huizen (met bewoners en al) in de diepte verdwenen. Hierdoor bleek voor het eerst hoe gevaarlijk de tunnels onder de stad eigenlijk waren. Koning Lodewijk XVI riep daarom een dienst in het leven die de tunnels in kaart moest gaan brengen en de gevaarlijkste delen moesten stutten. Om alles beter toegankelijk te maken ging deze dienst na verloop van tijd zelf nieuwe tunnels aanleggen die meestal het stratenpatroon volgden. Ook in 1784 en 1879 vonden verzakkingen plaats.
Vanaf 1786 werden begraafplaatsen geruimd en de menselijke resten in een aantal verlaten tunnels ondergebracht. Deze staan bekend als de Catacomben van Parijs en hier liggen zo'n zes miljoen anonieme Parijzenaren. De oudste botten stammen al uit de 9e eeuw. Tijdens de Tweede Wereldoorlog had het Franse verzet een commandopost in de tunnels.
De mijnen zijn sinds 1955 verboden gebied. Slechts 1,7 kilometer is toegankelijk voor toeristen. De toeristische route loopt gedeeltelijk langs het Aquaduc Médicis, een ondergrondse watertoevoer die in 1623 werd aangelegd, en door de catacomben.

## Cataphiles
Ondanks dat de tunnels verboden gebied zijn, zijn ze nog steeds toegankelijk. Er zijn in Parijs nog toegangsschachten te vinden, die afgedekt zijn met een putdeksel. De tunnels bieden dan ook plaats aan urban explorers die Cataphiles worden genoemd. Deze groep is in de jaren zeventig ontstaan, vanuit de punkscene. De Cataphiles zien zichzelf meestal als anarchisten en dalen af om te feesten of om er gewoon rond te lopen. Ook brengen zij de tunnels steeds beter in kaart en brengen ze graffiti aan. In de jaren tachtig was er zelfs een aparte politiedienst voor de tunnels, de zogenaamde Cataphilia en in 2004 bleek er een ondergrondse bioscoop te zijn. Het wordt steeds moeilijker om af te dalen, aangezien steeds meer toegangen afgesloten worden.
In de verboden tunnels zijn bezienswaardigheden te vinden:
- Het strand, een ruimte met banken met op de wand een schildering die geïnspireerd is op De grote golf van Kanagawa.
- Het Operareservoir, dit ondergrondse reservoir werd aangelegd tijdens de bouw van de Opéra Garnier om grondwater in weg te pompen. In de roman Het spook van de opera woont de hoofdpersoon in dit reservoir.
- Port Mahon, een oude mijn die in 1994 tot monument werd verklaard. Deze is niet meer toegankelijk doordat e dichtgemetseld is.